# Bandera del Cauca
La bandera del Cauca es el principal símbolo oficial del departamento colombiano del Cauca; consiste en tres franjas, siendo la superior e inferior de color sínople (verde) y la central de color amarillo oro. Fue adoptada por medio del decreto 386 de 1968.
El Cauca tuvo su primera bandera cuando se creó el Estado del Cauca en 1857; ésta era la misma de Colombia, con el escudo nacional superpuesto en el centro, el cual iba rodeado por un óvalo de color rojo con un lema que llevaba el nombre del Estado en él. Esta norma se utilizó para todos los demás estados de la Unión Colombiana, con la inscripción cambiada por su respectivo nombre. Sin embargo debido a que el país cambió de nombre tres veces entre 1858 y 1863, los emblemas tuvieron que ser readoptados igual número de veces.
Estas banderas fueron usadas hasta 1886, cuando los Estados Soberanos fueron suprimidos y a partir de ellos fueron creados los departamentos.

## Banderas históricas

Bandera del Estado del Cauca en 1856.
Bandera del Estado del Cauca en 1863.